# James Whale
James Whale (Dudley, 22 de juliol de 1889 - Los Angeles, 29 de maig de 1957) va ser un actor, director de cinema i director de teatre anglès. Iniciat al teatre, el 1930 es va mudar als Estats Units, on va destacar en el cinema de terror. Es va retirar del cinema en els anys 1940. James Whale va ser un innovador del cinema de Hollywood, encara que és especialment conegut per les seves pel·lícules de terror Frankenstein, La núvia de Frankenstein, o L'home invisible.

## La seva infantesa
Whale va néixer a Dudley, Anglaterra, era el sisè d'una família de set fills el pare del qual era ferrer i la seva mare infermera. El seu pare va considerar que no era prou fort per treballar en la indústria metal·lúrgica local com els seus germans, així que va començar a treballar com a sabater.
James tenia prou talent pel dibuix i es treia un sobresou fent dibuixos del llenguatge per a sords. Amb el que guanyava es pagava les classes nocturnes a l'Escola d'Arts i Oficis de Dudley.
L'octubre de 1915, amb la Primera Guerra Mundial, es va allistar a l'Armada i va ser ascendit a Tinent Segon. Va ser capturat l'agost de 1917. Mentre va estar en captiveri va continuar amb la seva afició al dibuix i va descobrir que tenia talent per a les produccions teatrals.

## Començaments al teatre
Després de l'armistici es va establir a Birmingham i va començar en el món de l'escena. El 1928 se li va oferir l'oportunitat de dirigir dos passis de l'obra llavors desconeguda de Robert Cedric Sherriff, El que queda del dia, protagonitzada per un gairebé desconegut, Laurence Olivier. L'obra va tenir bastant èxit, va ser traslladada al West End (ara amb un jove Colin Clive al paper protagonista), on va ser en cartell durant 600 funcions. Whale va ser convidat per dirigir l'obra a Broadway, i finalment una versió pel cinema a Hollywood.

## La seva carrera a Hollywood
Whale és conegut principalment pels seus treballs en el gènere de terror, sent autor de moments inoblidables i icones del cinema tals com Frankenstein, on va ser el primer director a moure la càmara durant la filmació (el cinema mut alemany i en especial F. W. Murnau, semblen haver-li influït en l'ús de la càmera), La núvia de Frankenstein i L'home invisible. Universal Studios li deu el seu estel·lar començament en els anys 30 a aquests tres títols. Aquestes pel·lícules van iniciar les fulgurants carreres d'estrelles de l'època com Glòria Stuart, Colin Clive, Elsa Lanchester, Boris Karloff i Claude Rains, per nomenar-ne alguns, molts dels quals Whale coneixia d'Anglaterra, i els havia seleccionat personalment per a les seves pel·lícules. Whale va ser també el director de pel·lícules com Waterloo Bridge (1931), The Old Dark House (1932),  Show Boat  el 1936 (totes elles produïdes per Carl Laemmle Jr.) i L'home de la màscara de ferro (1939), que va dirigir per al productor independent Edward Small. Whale va dirigir  The Road Back  el 1937, amb Richard Cromwell i Noah Beery, Jr. com protagonistes. Va ser la malparada seqüela de Res de nou a l'oest. Malgrat le protestes de Whale, la pel·lícula va ser muntada de nou i diverses seqüències van ser tallades. Whale va deixar la Universal i va continuar la seva carrera amb The Great Garrick per a la Warner, tot i que va ser el seu únic film amb la productora. Va rodar després una comèdia amb l'actor David Garrick ambientada en el segle xviii, però va ser un altre fracàs. Així que l'únic títol destacable de Whale per a MGM és Port of Seven Seas , sobre la trilogia de Marcel Pagnol Fanny. Whale va dirigir únicament un altre títol reeixit L'home de la màscara de ferro amb Louis Hayward i Joan Bennet com protagonistes. La resta dels seus films s'han anat diluint en la foscor.
Whale va viure amb el productor David Lewis qui, poc abans de la seva pròpia mort el 1987, va fer pública la nota de suïcidi del director. Whale és el protagonista de la novel·la de Christopher Bram 'El Pare de Frankenstein', novel·la en què es va basar la pel·lícula  Gods and Monsters  dirigida per Bill Condon el 1998. La pel·lícula, que va guanyar l'Oscar al millor guió adaptat, és protagonitzada per Ian McKellen al paper de Whale.
En els seus últims dies, Whale va experimentar una important pèrdua de les seves capacitats cerebrals a causa d'una apoplexia, causada per la inhalació de fum en un incendi a la seva mansió.
Se sentia sol i va caure a les grapes de la depressió, estava obsessionat amb la guerra que li havia tocat viure. Es va suïcidar ofegant-se a la piscina de la seva mansió el maig de 1957, quan tenia 67 anys. La seva nota de suïcidi es va mantenir oculta durant anys, cosa que va suposar que la causa de la seva mort no fos coneguda fins anys després. La seva nota de suïcidi deia: El futur és ple únicament de dolor i vells records... Necessito estar en pau i aquesta és l'única manera d'aconseguir-ho.  També va escriure: La meva vida ha estat meravellosa. Les seves pel·lícules també ho van ser.
James Whale va ser obertament gai durant la seva època a Hollywood. El film Gods and Monsters tracta sobre aquest aspecte de la seva vida, així com de la seva salut mental en els seus últims dies, el seu amor a la pintura i la seva situació emocional.
Una estàtua en la seva memòria va ser erigida el 2002 a l'entrada d'un cinema a Dudley, la seva ciutat natal. L'estàtua és un enorme rotlle de cel·luloide, amb la cara de Frankenstein als fotogrames, i amb els noms de les pel·lícules més cèlebres del director gravades a la seva base.

## Filmografia
- Journey's End (1930)
- Hell's Angels (1930)
- Waterloo Bridge (1931)
- Frankenstein (1931)
- The Impatient Maiden (1932)
- The Old Dark House (1932)
- The Kiss Before the Mirror (1933)
- L'home invisible (The invisible man) (1933)
- By Candlelight (1933)
- One More River (1934)
- La núvia de Frankenstein (The bride of Frankenstein)  (1935)
- Remember Last Night? (1935)
- Show Boat (1936)
- The Road Back (1937)
- The Great Garrick (1937)
- Sinners in Paradise (1938)
- Dones sospitoses (Wives Under Suspicion) (1938)
- Port of Seven Seas (1938)
- L'home de la màscara de ferro (The man in the iron mask)  (1939)
- Green Hell (1940)
- They Dare Not Love (1941)
- Hello Out There (1949) [mai estrenada]